# Scarlett O'Hara
Scarlett O’Hara (conocida en España como Escarlata O’Hara), nacida con el nombre de Katie Scarlett O'Hara y que cambió su apellido por matrimonio (Scarlett O' Hara – Hamilton – Kennedy – Butler), es la carismática protagonista de la novela de 1936 de Margaret Mitchell, Lo que el viento se llevó (ganadora del Premio Pulitzer de Ficción de 1937), y de la posterior película homónima de 1939 ganadora de 10 Premios de la Academia. La interpretación más recordada del personaje es la que realizó en 1939 la célebre actriz Vivien Leigh en dicha película.
Durante los primeros borradores de la novela original, Mitchell se refería a su heroína como "Pansy" (flor pensamiento), y no se decidió por el nombre "Scarlett" hasta justo antes de que la novela se llevara a imprimir.
Años más tarde Alexandra Ripley escribiría la secuela del libro, algo a lo que se había negado Margaret Mitchell. El libro, editado en 1991, se llamó Scarlett. Más tarde se filmó como miniserie bajo el mismo nombre en 1994. En ella la protagonista Scarlett O'Hara es interpretada por Joanne Whalley.

## Personaje
Scarlett no es la típica heroína de buen corazón y amada por todos, muy al contrario es vanidosa, caprichosa, manipuladora y temperamental. Es muy consciente de sus encantos y le encanta coquetear con los hombres. Si algo caracteriza a este personaje es la perseverancia y empeño que pone para conseguir lo que quiere, cosa que demostrará muchas veces a lo largo de la novela. Esta capacidad de lucha le ayudará a sobrevivir en tiempos de guerra pero también le acarreará muchos problemas entre la tradicional sociedad estadounidense que no ve con buenos ojos que una mujer sea tan desenvuelta e independiente.
Se encaprichará de Ashley Wilkes porque es el único hombre que no puede conseguir: él se casa con su prima Melany (muy parecida a él en gustos y aficiones) y aunque siente algo por Scarlett jamás traicionará a su esposa.
Junto con Rhet Butler, el descarado y pícaro pretendiente de Scarlett, se formará un peculiar triángulo amoroso.

## Diferencias entre la novela y la película
En el libro, Scarlett da a luz tres hijos: Wade Hampton Hamilton, Ella Lorena Kennedy, y Eugenia Victoria "Bonnie Blue" Butler. En la película solo da a luz a Eugenia Victoria.
En la película, Scarlett es algo más comedida y políticamente correcta que en la novela. Margaret presentó a una Scarlett con carácter más fuerte, algo más vanidosa y poco dada a seguir los convencionalismos sociales.
Hay varias diferencias en detalles. En la película, luego de enviudar por primera vez, Scarlett va directamente a Atlanta mientras que en el libro, va primero a Savannah a ver a su familia por el lado de su madre, pero se aburre tanto que decide irse a Atlanta. Una vez ahí, en el libro se cuenta que en la fiesta para recaudar fondos para la guerra, es Scarlett, y no Melanie, quien tiene la iniciativa de donar su anillo de matrimonio (lo regala porque no le interesa conservarlo, Melanie ve en eso un gesto de nobleza y dona también el suyo), mientras que en la película es justo al revés: Melanie da el suyo porque le serviría más a Ashley de ese modo, y Scarlet para no ser menos, regala también el de ella.
Además, en la película la secuencia de la muerte de Gerald O´Hara es diferente a la relatada en el libro. En éste se cuenta que Scarlett no estaba allí, sino que ya estaba casada con Frank Kennedy, y que se entera de la muerte de su padre por un allegado que estaba haciéndose cargo de Tara y que para poder quedarse allí se casa con Sue Ellen (segunda hermana de Scarlett, por su parte, Careen, la tercera, se va a un convento). En la película, en cambio, este allegado no existe, y es Scarlet, aún viuda por primera vez, quien presencia todo.
En cuanto al tono, en el libro se resalta lo parecidos que son Ashley y Rhett en cuanto a sus opiniones y modos de entender el mundo y la guerra, con la diferencia que el primero está muchísimo más ligado a los convencionalismos (y por lo mismo, disfraza más sus opiniones en eufemismos), al romanticismo y a la caballerosidad, y el segundo es más progresista y descarado.

### Curiosidades
En España a Scarlett O'Hara se le llamó Escarlata O'Hara, traduciéndose así su nombre, como el de otros personajes, al castellano. En otros países europeos también pasó algo parecido: en Italia, por ejemplo, Scarlett es conocida por el nombre de Rossella (rojo escarlata).